# K-9 and Company
K-9 and Company – spin-off dla brytyjskiego serialu Doktor Who. Główną bohaterką tej serii jest dziennikarka śledcza Sarah Jane Smith (grana przez Elisabeth Sladen) oraz K-9, pies-robot (głos: John Leeson). Postacie te regularnie pojawiały się w serialu Doktor Who – były towarzyszami czwartego Doktora, ale nigdy wcześniej nie spotkały się na planie. Jedyny odcinek tego serialu, pod tytułem A Girl's Best Friend, został wyprodukowany jako odcinek pilotażowy dla proponowanego serialu, którego produkcja jednak nigdy nie ruszyła. A Girl's Best Friend został nadany na BBC1 jako specjalny odcinek świąteczny 28 grudnia 1981. Został również wydany na DVD, razem z pierwszym odcinkiem Doktora Who w którym występuje K-9 – The Invisible Enemy. Pomimo że seria K-9 and Company nigdy nie powstała, obie postacie pojawiają się razem ponownie w odcinku The Five Doctors, wyprodukowanym na dwudziestolecie serialu Doktor Who.
Po powrocie serialu Doktor Who na ekrany w 2005 roku, Sarah Jane Smith oraz K-9 ponownie wystąpili razem, w odcinku drugiej serii – Zjazd absolwentów (2006). Oprócz okazjonalnych występów gościnnych w serialu, obie postacie pojawiły się innym spin-offie – Przygody Sary Jane, którego premiera miała miejsce w 2007 roku.